# Eli-Marie Johnsen
Eli-Marie Johnsen, född 21 augusti 1926 i Kristiania, död 28 juni 2015 i Linköping, var en norsk-svensk tecknare och textilkonstnär.
Hon var dotter till Oskar Johansen och Alvilde Foss och från 1953 gift med Pär Göransson (1924–2008). Hon var mor till Pia Göransson-Lie och Gabriella Göransson. Johansen studerade  vid  Aftenskolen i Oslo 1942–1946 och vid Kunst og Håndverkskolen i Oslo och vid Konstfackskolan i Stockholm 1947–1951 samt under studieresor till Frankrike, Italien och Danmark. Hon medverkade i Nationalmuseums utställning Unga tecknare 1953 och i Östgöta konstförenings vårsalonger och vandringsutställningar. Hon hade ett tiotal separatutställningar och medverkade i ett stort antal samlingsutställningar i Skandinavien, Italien, Spanien, Frankrike, Tyskland och Amerika. Hon tilldelades Norsk-Finsk statsstipendium 1958, Statens stipendium för konstnärer 1961, Lunningpriset 1965, Oslo stads stipendium 1971, Statens arbeidsstipend 1977 och Statens garantiinntekt 1980. Bland hennes offentliga arbeten märks utsmyckningar i Stavanger bibliotek, Romerike yrkesskole, Klubben Teater i Tønsberg, Linköpings länsbibliotek och Romsås skole. Många av sina större arbeten har hon utfört tillsammans med sin man Pär Göransson. Hennes konst består av figurframställningar och landskap i blyerts, tusch eller akvarell samt broderade kompositioner av naivt fabulerande karaktär. Hon var lektor i formgivning vid Statens lærerhøgskole i Oslo 1953–1974. Makarna är begravda på Vists kyrkogård i Östergötland.